# Poecilopsis baton
Poecilopsis baton är en fjärilsart som beskrevs av Harrison. Poecilopsis baton ingår i släktet Poecilopsis och familjen mätare. Inga underarter finns listade i Catalogue of Life.